# Atascadero
Atascadero är en stad (city) i San Luis Obispo County, i delstaten Kalifornien, USA. Enligt United States Census Bureau har staden en folkmängd på 28 560 invånare (2011) och en landarea på 66,4 km².